# 金西学院
金西学院（Golden West College，簡稱GWC）是美國加利福尼亚州亨廷頓比奇的一個社區學院。金西学院自稱是为计划转學至加利福尼亞州立大學、加利福尼亞大學或其他大学的学生提供廉价的专业技术教育。